# Alphonsus Verwimp
Alphonsus Verwimp (Geel, 22 maggio 1885 – Mol, 11 ottobre 1964) è stato un missionario e vescovo cattolico belga.

## Biografia
Abbracciò la vita religiosa nella Compagnia di Gesù e, ordinato prete nel 1917, fu inviato come missionario in Congo.
Fu eletto vescovo titolare di Uccula e vicario apostolico di Kisantu nel 1931: con l'erezione della gerarchia episcopale in Congo, fu promosso alla Chiesa residenziale di Kisantu.
Fondò le congregazione indigene delle Suore di Santa Maria e dei Fratelli di San Giuseppe.
Lasciò la guida della diocesi nel 1960 e fu trasferito alla sede titolare di Gibba.
Partecipò alle prime due sessioni del Concilio Vaticano II.
Ritiratosi in patria, morì nel 1964.

## Genealogia episcopale e successione apostolica
La genealogia episcopale è:
- Cardinale Scipione Rebiba
- Cardinale Giulio Antonio Santori
- Cardinale Girolamo Bernerio, O.P.
- Arcivescovo Galeazzo Sanvitale
- Cardinale Ludovico Ludovisi
- Cardinale Luigi Caetani
- Cardinale Ulderico Carpegna
- Cardinale Paluzzo Paluzzi Altieri degli Albertoni
- Papa Benedetto XIII
- Papa Benedetto XIV
- Papa Clemente XIII
- Cardinale Marcantonio Colonna
- Cardinale Giacinto Sigismondo Gerdil, B.
- Cardinale Giulio Maria della Somaglia
- Cardinale Carlo Odescalchi, S.I.
- Vescovo Eugène de Mazenod, O.M.I.
- Cardinale Joseph Hippolyte Guibert, O.M.I.
- Cardinale François-Marie-Benjamin Richard
- Cardinale Pietro Gasparri
- Cardinale Clemente Micara
- Cardinale Jozef-Ernest Van Roey
- Vescovo Alphonsus Verwimp, S.I.

La successione apostolica è:
- Vescovo Henri Van Schingen, S.I. (1937)
- Arcivescovo Pierre Kimbondo (1956)